# Летиція (міфологія)
Летиція (лат. Laetitia) — другорядна римська богиня. Була богинею радощів й веселощів, її ім'я походить від слова лат. Laeta що означає радість.
Зустрічалася на монетах римських імператорів у вигляді напису «Laetitia», «Laetitia Augusti», «Laetitia fundata» (міцно утверджена радість) та ін у вигляді жіночої фігури з атрибутами — вінком, якорем, рогом достатку, рульовим колесом, скіпетром і ін .